# The Epoch Times
The Epoch Times (Anteriormente conocido como La Gran Época) es un periódico internacional y una empresa de medios de comunicación vinculada al nuevo movimiento religioso Falun Gong. El periódico, con sede en Nueva York, forma parte de Epoch Media Group, que también gestiona la televisión New Tang Dynasty (NTD). El Epoch Times tiene sitios web en 35 países, pero está bloqueado en China continental.
The Epoch Times se opone al Partido Comunista Chino, promueve a políticos de extrema derecha en Europa y ha defendido al expresidente Donald Trump en Estados Unidos; un artículo de 2019 de NBC News mostró que es el segundo mayor financiador de publicidad pro-Trump en Facebook después de la propia campaña de Trump, algo que el periódico negó en un comunicado recogido por NBC. Los sitios de noticias y los canales de YouTube de Epoch Media Group han difundido teorías conspirativas como QAnon y desinformación sobre antivacunas, así como falsas afirmaciones de fraude electoral en las elecciones presidenciales de Estados Unidos de 2020. En 2020, The New York Times lo calificó de "máquina de desinformación a escala mundial". El Epoch Times promueve con frecuencia otros grupos afiliados a Falun Gong, como la compañía de artes escénicas Shen Yun.

## Historia
The Epoch Times fue fundada en el 2000 por John Tang y otros chinos estadounidenses asociados con Falun Gong. Los fundadores dijeron que estaban respondiendo a la censura dentro de China y a la falta de comprensión internacional sobre la represión del gobierno chino a Falun Gong. En mayo de 2000, el periódico se publicó por primera vez en idioma chino en Nueva York, con el lanzamiento web en agosto de 2000.
Para 2003, el sitio web de The Epoch Times y el grupo de periódicos se habían convertido en uno de los sitios de noticias y grupos de periódicos en idioma chino más grandes fuera de China, con ediciones locales en los EE. UU., Canadá, Australia, Nueva Zelanda, Japón, Indonesia, Taiwán, Hong Kong, y los principales países de Europa occidental. La primera edición en inglés se lanzó en línea en 2003, seguida de la edición impresa de Nueva York en 2004.
En el 2000, diez de los corresponsales de The Epoch Times fueron encarcelados en China, pero el personal actual de la edición en idioma chino trabaja en Hong Kong.
Según NBC News, "poco se sabe públicamente sobre la propiedad, los orígenes o las influencias precisas de The Epoch Times", y se organiza libremente en varias organizaciones sin fines de lucro regionales libres de impuestos, bajo el paraguas de Epoch Media Group, junto con New Tang Dynasty Television. Sus ingresos en 2017 fueron de 8,1 millones de US $ e informaron un gasto de 7,2 millones de US $.

## Distribución

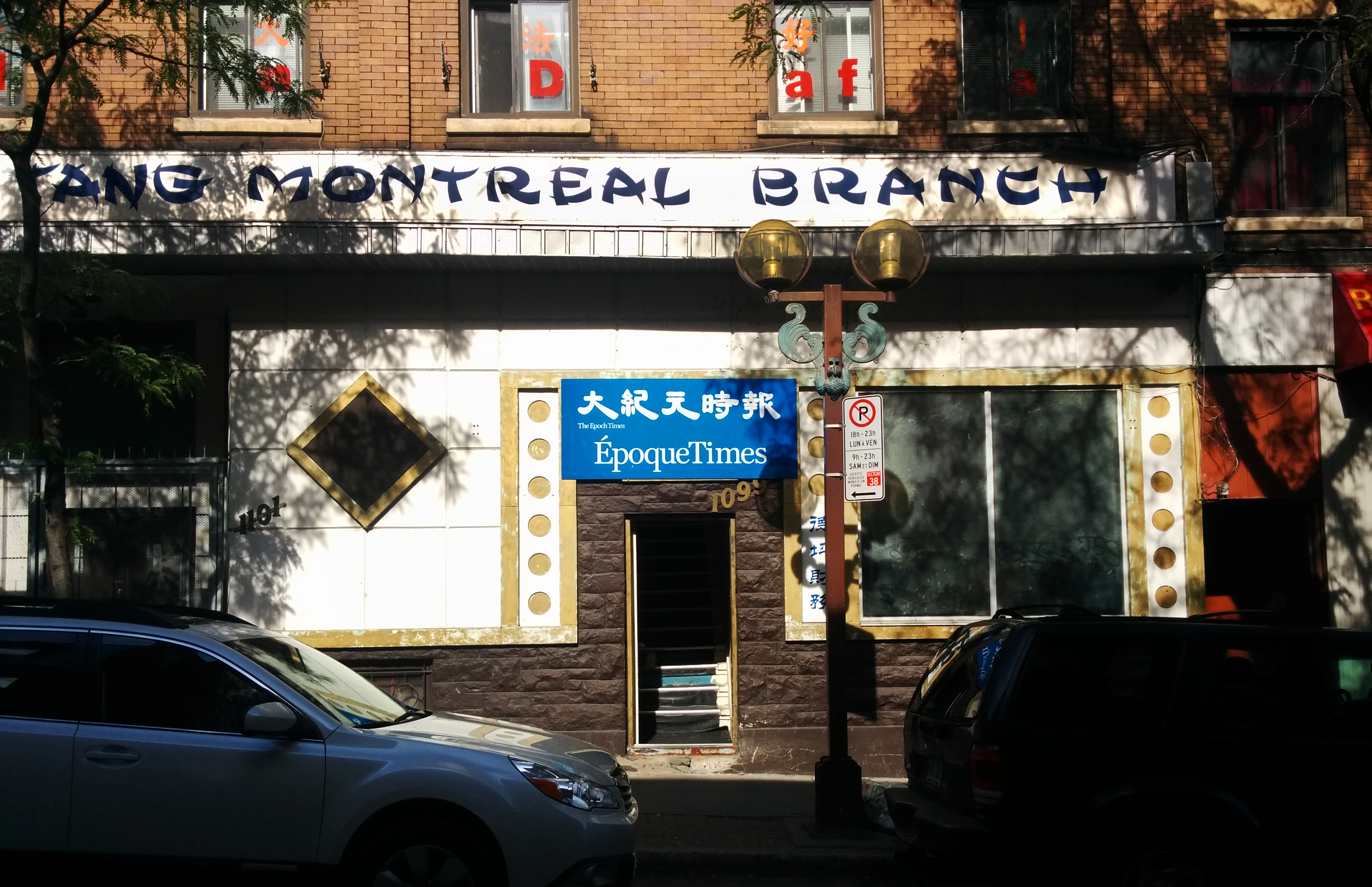
Oficina de The Epoch Times en el barrio chino de Montreal en 2015

A partir de febrero de 2012, 67 ediciones del periódico La Gran Época[cita requerida] se publican, en forma impresa en 11 idiomas, en línea en 21 idiomas.[cita requerida]
En abril de 2019, los vídeos y anuncios de Epoch Media Group, incluidos The Epoch Times y New Tang Dynasty (NTD) totalizaron 3 mil millones de visitas en Facebook, YouTube y Twitter, según la compañía de análisis Tubular. Eso lo ubicó en el puesto 11 entre todos los creadores de vídeos y por delante de cualquier otro editor de noticias tradicional, según NBC News.

## Relación con Falun Gong
El periodista de Associated Press, Nahal Toosi, escribió que es "técnicamente inexacto" decir que la organización de Falun Gong es propietaria de The Epoch Times, pero muchos de los empleados del periódico son practicantes de Falun Gong. Toosi señaló que "muchos observadores" han dicho que Falun Gong usa el periódico para sus campañas de relaciones públicas, y que el periódico está conectado con el grupo y tiene una cobertura comprensiva.
El presidente de The Epoch Times en inglés, Stephen Gregory, dijo en 2007: "No es un periódico de Falun Gong. Falun Gong es una cuestión de creencia de un individuo. El periódico no es propiedad de Falun Gong, no habla por Falun Gong, no representa a Falun Gong. Sí cubre la persecución a Falun Gong en China". En 2003, el sociólogo Yuezhi Zhao escribió que el documento "muestra una afinidad ideológica y organizativa indiscutible con Falun Gong" y que enfatiza fuertemente las representaciones negativas del gobierno chino y las representaciones positivas de Falun Gong. Según Zhao, Epoch Times presenta como neutral, independiente y orientado al interés público.
El erudito canadiense Clement Tong escribió The Epoch Times "funciona como portavoz de" Falun Gong sin una declaración oficial de afiliación al movimiento. En 2008, David Ownby, director del Centro de Estudios de Asia Oriental en la Universidad de Montreal y autor de Falun Gong y el Futuro de China, dijo que el periódico es creado por practicantes de Falun Gong con su propio dinero. Describe The Epoch Times como el deseo de ser tomado en serio como un periódico global en lugar de ser juzgado sobre la base de su fuerte asociación con Falun Gong. Él escribió: "The Epoch Times es un periódico con una misión: informar sobre temas relacionados con los derechos humanos en todo el mundo, lo que permite un enfoque considerable en China y Falun Gong". Los informes del periódico sobre asuntos chinos a menudo destacan noticias negativas sobre el gobierno chino y cubren a Falun Gong de manera comprensiva. Se ve que el documento articula los puntos de vista de Falun Gong sobre una variedad de temas y puede ser parte de una alianza mediática de facto con activistas por la democracia en el exilio.
En 2009, Li Hongzhi, el fundador de Falun Gong, apareció en la sede del periódico en Manhattan y pidió la expansión de La Gran Época para "convertirse en un medio habitual". Ex empleados también notaron la participación de los practicantes de Falun Gong en el proceso de gestión y editorial. Tres ex empleados anónimos dijeron que los trabajadores de The Epoch Times fueron alentados a asistir a sesiones semanales de "estudio del Falun Gong" fuera del horario laboral para estudiar las enseñanzas de Li Hongzhi.
The Epoch Times publica historias promocionales frecuentes sobre el grupo de baile Shen Yun que está afiliado a Falun Gong. La reseña de Shen Yun realizada por el New Yorker calificó a The Epoch Times como "el principal proveedor mundial del contenido de Shen Yun".
En 2019, un informe de investigación de NBC News sugirió que la cobertura política de The Epoch Times podría verse afectada por la anticipación de los creyentes de Falun Gong de un día del juicio en el que los comunistas son enviados al infierno, y los aliados de Falun Gong se salvan. Los ex empleados de The Epoch Times le dijeron a NBC News que el presidente Donald Trump es visto como un aliado anticomunista clave, supuestamente "acelerando el día del juicio y la entrega de los comunistas al infierno".

## Cobertura notable

### La sustracción de órganos en China
En marzo de 2006, The Epoch Times publicó las acusaciones de tres personas chinas que dijeron que miles de practicantes de Falun Gong habían sido asesinados para abastecer a la industria de trasplantes de órganos de China, incluyendo un médico, que dijo que había 36 campos de concentración en toda China. El informe Kilgour-Matas declaró que "la fuente de 41.500 trasplantes para el período de seis años de 2000 a 2005 es inexplicable" y "creemos que ha habido y sigue habiendo hoy extracciones forzosas de órganos a gran escala a practicantes de Falun Gong". El apéndice 16 del informe revisado refutó los comentarios negativos de Harry Wu.
En 2008, dos relatores especiales de las Naciones Unidas reiteraron sus solicitudes para que "el gobierno chino explique por completo la acusación de tomar órganos vitales de los practicantes de Falun Gong y la fuente de los órganos para el aumento repentino de los trasplantes de órganos que ha estado ocurriendo en China desde el año 2000". El gobierno chino ha negado constantemente las acusaciones. El Subcomité de Asuntos Exteriores de la Cámara de Representantes de los Estados Unidos adoptó resoluciones condenando la presunta sustracción de órganos de presos de conciencia de Falun Gong.

### Otros informes
Durante las elecciones a Interventorr de la ciudad de Nueva York de 2009, The Epoch Times alegó que el nominado demócrata nacido en Taiwán, John Liu, es parte de un "Frente Unido" del Partido Comunista Chino (PCCh) para infiltrarse en los Estados Unidos y subvertir su gobierno, democracia y derechos humanos en general. El periódico alegó que "el PCCh trabaja tenaz y sistemáticamente para colocar a su gente [...] en puestos clave en corporaciones, academia y gobierno en los Estados Unidos y otros países". The Epoch Times también publicó una "edición especial" de 8 páginas, y también presentó en su sitio web una sección centrada en la cobertura de los vínculos informados de Liu con los funcionarios del PCCh.
Durante la visita de Hu Jintao a Canadá en junio de 2010, el Toronto Star señaló que The Epoch Times había publicado varias historias críticas "contundentes" sobre la visita de Hu, como acusaciones de la orquestación de desfiles de bienvenida de la embajada china local, así como una supuesta grabación de un discurso del primer secretario de educación, Liu Shaohua, en el que Liu declaró que la embajada proporcionaría alojamiento y transporte a más de 3.000 participantes en el desfile de bienvenida.
Los medios canadienses informaron que la oficina de prensa parlamentaria hizo arreglos deliberados en relación con las apariciones públicas de Hu que limitan acceso de La Gran Época al Secretario General del Partido Comunista de China, a pesar de que el periódico es un miembro acreditado de la Galería de Prensa Parlamentaria Canadiense. El documento incluyó una entrevista exclusiva con el franco miembro del parlamento canadiense Rob Anders, en el que Anders alegó que el gobierno chino usó obsequios y acuerdos comerciales para intentar influir en las decisiones políticas canadienses.
Una historia en The Epoch Times el 17 de febrero de 2020 compartió un mapa de Internet que alegaba falsamente la liberación masiva de dióxido de azufre de los crematorios durante la pandemia de coronavirus en China, especulando que 14.000 cuerpos podrían haber sido quemados. Una verificación de hechos realizada por AFP informó que el mapa era un pronóstico de la NASA sacado de contexto.

## Postura editorial
La posición editorial de The Epoch Times es generalmente considerada anticomunista, específicamente opuesta al  Partido Comunista de China.
En los últimos años, el periódico también se ha destacado por una cobertura favorable de la administración Trump, la extrema derecha alemana, y la extrema derecha francesa.
Según un informe de NBC News, The Epoch Times "generalmente se mantuvo al margen de la política estadounidense" antes de 2016, "a menos que encajaran con los intereses chinos". Ben Hurley, un ex empleado de The Epoch Times hasta 2013, dijo a NBC News que el periódico era crítico hacia el aborto y LGBT, y que los practicantes de Falun Gong "vieron el comunismo en todas partes", incluso en figuras internacionalistas como Hillary Clinton y Kofi Annan, "pero había más espacio para desacuerdos en los primeros días". Desde 2016, según NBC News, The Epoch Times ha promovido una cobertura favorable de la campaña y la presidencia de Donald Trump, y ha enfatizado temas como el terrorismo islámico y la inmigración ilegal a los Estados Unidos. También ha enfatizado "lo que la publicación afirma es una conspiración mundial laberíntica dirigida por [Hillary] Clinton y el ex presidente Barack Obama para derribar a Trump".
El periódico contrarresta lo que considera propaganda del Partido Comunista Chino a través de sus propios artículos de opinión y reportajes. Cubre causas y grupos opuestos al PCCh, incluidos Falun Gong, disidentes, activistas y simpatizantes del gobierno tibetano en el exilio. El periódico también informa sobre noticias relacionadas con Falun Gong, incluido el intento del grupo de demandar al ex secretario general del Partido Comunista Jiang Zemin bajo la legislación civil por "genocidio", que no está cubierto por la mayoría de los otros periódicos extranjeros en idioma chino.
El periódico también está en desacuerdo con el periódico World Journal, propiedad de Taiwán, acusándolo de ser un "megáfono para el malvado Partido Comunista Chino".
The Epoch Times es conocida por alegar conspiraciones contra el ex secretario general del Partido Comunista, Jiang Zemin, bajo cuya administración Falun Gong fue reprimido en China.
En 2005, el San Francisco Chronicle informó que "tres nuevos medios de comunicación en idioma chino con sede en EE. UU. Ofrecen informes provocativos sobre el Partido Comunista, la opresión del gobierno y los disturbios sociales en China [a saber, The Epoch Times, Sound of Hope y NTDTV] tienen vínculos con el movimiento espiritual de Falun Gong". Cuando fueron entrevistados, los ejecutivos de cada punto de venta afirmaron que no representaban al movimiento de Falun Gong en su conjunto.
The Epoch Times también recoge las principales historias de noticias y en algunos lugares puede parecerse a un periódico de la comunidad. Según el sociólogo Zhao Yuezhi, "Si bien el periódico convencional generalmente trata las versiones web como una extensión de la versión impresa ya existente, el sitio web de The Epoch Times sirve como el maestro de todos sus periódicos en todo el mundo".
En algunos casos, The Epoch Times opera en un ambiente hostil en el extranjero, en el cual "las compañías de medios chinas en el extranjero que eligen permanecer independientes o publicar contenido no aprobado se convierten en el objetivo de una campaña agresiva de eliminación o control". En un caso, los funcionarios diplomáticos chinos amenazaron a los medios por informar sobre contenido relacionado con Falun Gong; en otros casos, los anunciantes y distribuidores han sido amenazados regularmente de no apoyar a The Epoch Times de ninguna manera. Las autoridades del Partido Comunista han sido acusadas de recurrir a "métodos militantes" contra el periódico y su personal, incluido el ataque al personal y la destrucción de equipos informáticos.
El periódico informó que en 2005 el Partido Comunista "ejerció una presión dura y suave" sobre las imprentas en Hong Kong, obligando al periódico a dejar de imprimir, luego de informar sobre el Tíbet, los derechos humanos, Falun Gong, y fue el primer medio en divulgar la historia sobre el SARS. El periódico también fue brevemente prohibido en Malasia después de haber sido objeto de presiones del Partido Comunista Chino.
En 2016, el periódico fue retirado de la farmacia de la Universidad Nacional de Australia, después de que el presidente de la Asociación de Estudiantes y Académicos de China se enfrentó al farmacéutico y tiró los periódicos. El incidente atrajo la cobertura de los medios nacionales sobre cuestiones de organizaciones estudiantiles extranjeras patrocinadas por el gobierno chino.
En septiembre de 2017, la edición alemana del periódico, The Epoch Times Alemana, que solo tiene versión en web desde 2012, fue acusado por la revista en línea The China File de alinearse con la extrema derecha alemana, y atraer a los partidarios de la Alternativa para Alemania (AfD)  y el grupo antiinmigrante Pegida. Stefanie Albrecht, reportera de la emisora alemana RTL que pasó varios días en la oficina berlinesa de The Epoch Times mientras investigaba a la extrema derecha, dijo que los empleados de The Epoch Times que conoció no tenían formación periodística y no verificaban hechos, confiando en cambio en las fuentes alternativas consultadas.
En Francia, The Epoch Times ofrece "una plataforma sin trabas a Jean-Marie Le Pen, el patriarca de la extrema derecha francesa, y a su hija, Marine, que dirige el partido nacionalista que fundó su padre", según The New Republic.

## Administración Trump
Según BuzzFeed News, The Epoch Times es conocido como "uno de los defensores más firmes de la presidencia de Donald Trump". El periódico ha defendido la teoría de la conspiración Spygate de Trump en su cobertura de noticias y publicidad, y los vídeos Edge of Wonder de Epoch Media Group en YouTube han difundido la teoría de la conspiración de extrema derecha pro-Trump QAnon.
Los anfitriones de The Edge of Wonder, según The Daily Dot, "abrazan a QAnon por completo" a pesar de que "casi nada de lo que QAnon ha predicho realmente ha tenido lugar". Un informe de NBC News descubrió que los anfitriones de Edge of Wonder han sido directores creativos y editores jefe de fotografía en The Epoch Times, y el periódico promovió vídeos de Edge of Wonder en docenas de publicaciones de Facebook hasta 2019. Los anfitriones y el editor del periódico niegan que estén afiliados actualmente.
En respuesta a un informe de BuzzFeed sobre la cobertura de The Epoch Times sobre Trump, el editor en jefe de The Epoch Times, Jasper Fakkert, escribió en una carta a los lectores: "Vemos los esfuerzos de la administración Trump para cambiar las políticas socialistas en Estados Unidos, así como establecer políticas para contrarrestar la infiltración y la subversión por parte de China, como reversiones notables de las políticas pasadas y esfuerzos sinceros que, si se realizan plenamente, beneficiarán a Estados Unidos y al mundo en general ".
En abril de 2018, el editor de The Epoch Times, Stephen Gregory, y el editor en jefe, Jasper Fakkert, informaron de una afirmación de tercera mano de que Donald Trump lee The Epoch Times todos los días y "es el único periódico que cree que es un periódico verdadero y correcto".
En septiembre de 2018, la fotógrafa de The Epoch Times, Samira Bouaou, rompió el protocolo de la Casa Blanca y le entregó a Trump una carpeta durante un evento oficial.
Durante las Asambleas Democráticas de Iowa de febrero de 2020, The Epoch Times compartió la desinformación viral del grupo conservador Judicial Watch que falsamente alegaba haber inflado las listas de votantes. El reclamo, que se hizo viral en Facebook, fue desacreditado por los verificadores de hechos y el secretario de estado de Iowa. Un experto en medios de comunicación de Harvard citado por NBC News dijo que The Epoch Times empleó una "táctica clásica de desinformación" conocida como "negociar en cadena", en la que se rediseñan y comparten historias falsas.

### Controversias publicitarias

#### Prohibición de anuncios en Facebook
Durante un período de seis meses en 2019, The Epoch Times gastó más de 1,5 millones de $ en aproximadamente 11.000 anuncios de Facebook que NBC News dijo que eran "anuncios a favor de Trump". NBC dijo que la cantidad gastada fue mayor que la de cualquier grupo, excepto la campaña de Trump. El gasto en publicidad política en Facebook en abril de 2019 a través de una cuenta llamada "Cobertura de la Presidencia de Trump por The Epoch Times" excedió el gasto de cualquier político, excepto Trump y el demócrata Joe Biden. El periodista Judd Legum escribió en mayo de 2019 que los anuncios de The Epoch Times estaban "impulsando a Donald Trump y teorías de conspiración flotantes sobre Joe Biden".
En agosto de 2019, Facebook prohibió a The Epoch Times la publicidad en su plataforma, luego de descubrir que el periódico rompió las reglas de transparencia política de Facebook al publicar anuncios de suscripción pro-Trump a través de páginas de imitación como "Honest Paper" y "Pure American Journalism". Un representante de Facebook le dijo a NBC: "Durante el año pasado eliminamos las cuentas asociadas con The Epoch Times por violar nuestras políticas publicitarias, incluido el intento de sortear nuestros sistemas de revisión".
El editor de The Epoch Times, Stephen Gregory, escribió en respuesta que el periódico no tenía la intención de violar las reglas de Facebook. Los anuncios de vídeo, escribió, "son abiertamente anuncios de The Epoch Times para nuestras suscripciones", y "discuten el contenido editorial y de características de The Epoch Times y alientan a las personas a suscribirse a nuestro periódico impreso".

#### Eliminación deThe BLen Facebook
En octubre de 2019, el sitio web de verificación de hechos Snopes informó que The Epoch Times está estrechamente vinculado a una gran red de páginas y grupos de Facebook llamada The BL (The Beauty of Life) que comparte puntos de vista pro-Trump y teorías de conspiración como QAnon. The BL ha gastado al menos 510.698 $ en publicidad en Facebook. Cientos de anuncios fueron eliminados por infringir las reglas de publicidad de Facebook. La red de páginas BL tiene 28 millones de seguidores en Facebook en total, según Snopes. El editor en jefe de The BL recientemente trabajó como editor en jefe de The Epoch Times, y varios otros empleados de BL figuran como empleados actuales o anteriores de The Epoch Times. The BL está registrado en Middletown, Nueva York, en una dirección que también está registrada en la red de radio Sound of Hope de Falun Gong y está asociada con la serie de YouTube Beyond Science, pero Snopes descubrió que "La salida en su conjunto es literalmente la edición en inglés de The Epoch Times de Vietnam". Snopes descubrió que The BL utiliza más de 300 perfiles falsos de Facebook basados en Vietnam y otros países, utilizando nombres, fotos de archivo y fotos de celebridades en sus perfiles para emular a los estadounidenses, para administrar más de 150 grupos de Facebook pro-Trump que amplifican su contenido.
Un representante no identificado de The BL escribió a Snopes que "The BL NO tiene conexión con The Epoch Times", y "algunos de nuestro personal tienen experiencia laboral ... trabajando en  The Epoch Times, pero ahora están trabajando a tiempo completo en The BL". "El editor de The Epoch Times, Stephen Gregory, dijo: "The Epoch Times no está afiliada a BL".
En diciembre de 2019, Facebook anunció que eliminó una gran red de cuentas, páginas y grupos vinculados a The BL y Epoch Media Group por un comportamiento falso coordinado en nombre de un actor extranjero. La red tenía 55 millones de seguidores en Facebook e Instagram, y se habían gastado 9,5 millones $ en anuncios de Facebook a través de sus cuentas.
El 20 de diciembre de 2019, The New York Times informó, en "Facebook descubre falsificaciones que muestran la evolución de la desinformación", que Facebook había eliminado "cientos de cuentas con vínculos con Epoch Media Group, empresa matriz de la publicación relacionada con Falun Gong y el noticiero conservador The Epoch Times "usando fotos de perfil falsas que habían sido generadas usando inteligencia artificial. El director del Laboratorio de Investigación Forense Digital del Consejo Atlántico (DFRLab), Graham Brookie, declaró que la red coordinada de cuentas falsas demostró "un misterioso futuro de desinformación habilitado por la tecnología". El jefe de política de seguridad de Facebook, Nathaniel Gleicher, dijo: "Lo nuevo aquí es que se trata de una supuesta compañía de medios con sede en Estados Unidos que aprovecha actores extranjeros que se hacen pasar por estadounidenses para impulsar contenido político". Lo hemos visto mucho con actores estatales en el pasado".

#### Anuncios de YouTube
Cuando Facebook prohibió la publicidad de The Epoch Times, el periódico cambió su gasto a YouTube. The Epoch Times ha gastado más de 1 millón $ en anuncios de YouTube, algunos promoviendo teorías de conspiración, informó The New York Times en febrero de 2020.

## Editoriales

### Nueve comentarios sobre el partido comunista
En noviembre de 2004, la versión china de The Epoch Times publicó una serie de editoriales titulada "Nueve comentarios sobre el Partido Comunista" (Chino tradicional: 九評共產黨; Chino simplificado: 九评共产党). Los editoriales detallan lo que The Epoch Times caracteriza como las violentas campañas políticas del PCCh a lo largo de su historia, desde su ascenso al poder bajo Mao Zedong hasta su forma actual. El PCCh es criticado como una institución ilegítima que usó tácticas encubiertas para ganar poder. Los comentarios alegan que el PCCh "destruyó la cultura tradicional china" y llama al PCCh un "culto malvado". Según el estudioso chino David Ownby, los Nueve Comentarios son una "condena del comunismo y una acusación directa de la legitimidad del gobierno del Partido Comunista Chino en China". Si bien reconoce la "violencia innecesaria" que ha infligido el Partido Comunista Chino, Ownby descubre que la falta de equilibrio y matices en tono y estilo hace que los editoriales se parezcan a "propaganda anticomunista escrita en Taiwán en la década de 1950".
Los Nueve Comentarios han sido traducidos a más de 30 idiomas y publicados como DVD.
El sitio web de The Epoch Times alberga un servicio de "Renuncias del PCCh", que alienta a los chinos a renunciar al PCCh y sus organizaciones relacionadas. La edición china del periódico publica el número de personas que, según afirma, han renunciado.

## Evaluaciones
Según Ming Xia, profesor de ciencias políticas en el Centro de Graduados de la Universidad de la ciudad de Nueva York, The Epoch Times representa parte del esfuerzo de Falun Gong para expandirse a los no practicantes y "es parte de la estrategia de Falun Gong para integrarse en el gran sociedad civil por influencia y legitimidad". Describió al personal de The Epoch Times como en gran parte a tiempo parcial y voluntario, y dijo que "no siguen los protocolos que los periodistas profesionales cumplen".
The Epoch Times ha sido criticada por algunos estudiosos por prejuicios, en particular con respecto al Partido Comunista Chino y los problemas de China continental, así como por ser un "portavoz" del movimiento de Falun Gong. James To, un politólogo de Nueva Zelanda, describió a The Epoch Times como el "portavoz principal" de Falun Gong, y escribió que "carece de credibilidad", a pesar de que el periódico representa una "amenaza viable para el PCCh" al publicar artículos sobre los aspectos negativos del partido. En su libro Bloqueado en Weibo: lo que se suprime en la versión china de Twitter y por qué, el investigador de la Universidad de Toronto Jason Q. Ng se refirió a la cobertura del periódico sobre los asuntos de China continental como "fuertemente sesgada contra el Partido Comunista" y, por lo tanto, su reportaje "debe ser visto con escepticismo".
Seth Hettna escribió en The New Republic que The Epoch Times "ha construido una máquina de propaganda global, similar al Sputnik o RT de Rusia, que impulsa una mezcla de hechos alternativos y teorías de conspiración que le han ganado acólitos de extrema derecha en todo el mundo".
Joan Donovan, del Centro Shorenstein de Medios, Política y Políticas Públicas de la Universidad de Harvard, llamó a The Epoch Times "una operación de desinformación conocida".
Ben Collins de NBC News calificó a The Epoch Times como un "sitio web de conspiración pro-Trump".
El artículo también ha sido elogiado por algunos comentaristas políticos y expertos en medios. Ethan Gutmann, de la Fundación para la Defensa de las Democracias, un grupo de expertos neoconservadores, ha caracterizado a The Epoch Times como un líder en análisis político del régimen chino, escribiendo: Con la serie "El régimen chino en crisis", The Epoch Times ha llegado finalmente e indiscutiblemente. Cualquier experto en China que quiera salvarse fingiendo que el documento no existe puede continuar haciéndolo, por un tiempo de todos modos, pero será mejor que lo lea en secreto".
James Bettinger, profesor de Comunicaciones en la Universidad de Stanford y director de las Becas de Periodismo John S. Knight, dijo: "Incluso si The Epoch Times no está asociada con Falun Gong, si constantemente escriben sobre Falun Gong en la misma perspectiva, o si no hay artículos que examinen Falun Gong, la gente lo percibiría como no creíble". Orville Schell, decano de la Escuela de Graduados de Periodismo de la Universidad de California, Berkeley, dijo en 2005 que "es difícil garantizar su calidad porque es difícil de corroborar, pero no es algo que se descarte como pura propaganda".
En su libro de 2008 sobre Falun Gong, David Ownby escribió que los artículos de The Epoch Times están "bien escritos e interesantes, aunque ocasionalmente son idiosincráticos en su cobertura". Según Ownby, el periódico ha sido elogiado y criticado por un sesgo percibido contra el PCCh y el apoyo de los practicantes de Falun Gong y otros disidentes como los tibetanos, los defensores de la independencia de Taiwán, los activistas de la democracia, los uigures y otros. El documento, por lo tanto, a menudo se evalúa a la luz de su conexión con Falun Gong, en lugar de un análisis exhaustivo de su contenido editorial.
Jiao Guobiao, un ex profesor de periodismo de la Universidad de Beijing que fue despedido después de criticar al Departamento de Propaganda, propuso que incluso si The Epoch Times publicara solo información negativa muy crítica del PCCh, el peso de sus ataques nunca podría comenzar a contrarrestar la propaganda positiva que el partido publica sobre sí mismo. Al abordar el equilibrio de los medios, Jiao señaló que el público chino carecía de información negativa y crítica sobre su país. Como tal, señaló la necesidad de un equilibrio mediático basado en los principios de libertad, igualdad y legalidad, y que el equilibrio mediático "es el resultado de los desequilibrios colectivos de todos".
En 2010, The Epoch Times defendió con éxito sus informes en el sistema judicial canadiense, cuando un editor al que había informado, Crescent Chau de Les Presses Chinoises, demandó por difamación. La Corte Suprema de Canadá dictaminó que el artículo de The Epoch Times expresó "preocupaciones legítimas y constituye una opinión extraída de una premisa fáctica". Al examinar el caso, John Gordon Miller, un periodista canadiense y profesor de medios, señaló que los artículos en cuestión "parecen ser informados de manera exhaustiva y profesional".
Hayes Brown de Buzzfeed News calificó a The Epoch Times como "uno de los más firmes defensores de la presidencia de Donald Trump".
El representante estadounidense Paul Gosar, republicano de Arizona, calificó a The Epoch Times como "nuestro periódico favorito".
Haifeng Huang, profesor de ciencias políticas, dijo: "No esta exactamente claro por qué se han convertido en una voz tan importante a favor de Trump", pero "parte de esto es quizás porque consideran que el presidente Trump es duro con el gobierno chino y, por lo tanto, un aliado natural para ellos".
La edición alemana del periódico, Epoch Times Deutschland, sólo en la web, ha sido criticada por los analistas de los medios de comunicación por su cobertura favorable de grupos populistas de extrema derecha como la Alternativa para Alemania y Pegida, opiniones de los inmigrantes, y la promoción del escepticismo hacia los medios de comunicación alemanes y los políticos. Un informe de los medios de comunicación alemanes describió el canal, junto con Sputnik News y Kopp Report, como un "favorito" de los partidarios de Pegida, y encontró que sus artículos críticos de la inmigración se han compartido casi a diario.
Un informe del Instituto para el Diálogo Estratégico, un grupo de expertos con sede en Londres, dijo que la edición alemana de The Epoch Times "maneja principalmente contenido anti-oeste, anti-estadounidense y pro-Kremlin: una gran proporción de este contenido se basa en datos no verificados información."
En diciembre de 2019, la Wikipedia en inglés desaprobó las versiones en línea de The Epoch Times en inglés y chino como una "fuente poco confiable" para usar como referencia en Wikipedia. La publicación ha sido descrita "como un grupo de defensa de Falun Gong y ... una fuente sesgada u obstinada que publica con frecuencia teorías de conspiración".

## Premios
- Medalla del Jubileo de Diamante de la Reina Isabel II 2012: la editora canadiense Cindy Gu de The Epoch Times fue una de las aproximadamente 60.000 personas que recibieron esta medalla conmemorativa, que honra "contribuciones y logros significativos de los canadienses".[105][106] Fue nominada para la medalla por el Centro Canadiense para la Conciencia del Abuso por crear conciencia sobre los abusos de los derechos humanos en China y la sustracción de órganos de practicantes de Falun Gong.[107]
- Premio 2012 del Consejo Nacional de Prensa y Medios Étnicos: la edición china de The Epoch Times fue uno de los nueve periódicos que recibió un premio por "excelencia en editorial/libre expresión, mejor concepto y presentación visual".[108][109]
- Premio 2012 de la Asociación de la Prensa de Nueva York - The Epoch Times ganó el primer lugar en la categoría "Mejor Sección Especial - Publicidad, División 2" por una sección especial producida para Asia Week New York en marzo de 2012. "Una gran sección especial tiene cinco componentes fuertes: una gran portada, diseño atractivo, buen arte, contenido sólido y publicidad complementaria bien diseñada. Esta sección tiene los cinco", dijeron los jueces de NYPA. "En general, esta es una de las secciones más bonitas que he visto producidas por un periódico".[110]
- Premio Sigma Delta Chi de la Sociedad de Periodistas Profesionales 2012 - El reportero de The Epoch Times en China, Matthew Robertson, ganó este premio en la categoría de Informes sin fecha límite en periódicos con una circulación de menos de 50.000 por día, por una serie de artículos que escribió sobre forzados, la sustracción de órganos vivos en China.[111]
- Premio Newswomen's Club 2013: la reportera de The Epoch Times de Nueva York, Genevieve Belmaker, ganó un Premio de primera plana del Newswomen's Club de Nueva York por informar sobre los efectos del huracán Sandy, en la categoría de periódicos con una circulación de menos de 100.000 por día.[112]